# إدريس المريني
إدريس المريني، من مواليد سلا يوم 11 فبراير 1950، مخرج ومنتج سينمائي وتلفزيوني مغربي.
حصل على البكالوريا الأدبية سنة 1970، ثم التحق بجامعة هامبورغ وحصل منها سنة 1975 على شهادة «الميتريز» في التواصل السمعي البصري.انطلقت مسيرته الفنية بالتلفزة الألمانية كمساعد في الإخراج والإنتاج وبعد عودته إلى المغرب التحق ، في إطار الخدمة الوطنية ، بوزارة الأنباء وبعد ذلك تم ادماجه في سلك الوظيفة العمومية كمنتج ومخرج بالتلفزة المغربية بالرباط سنة 1977 ، وهي السنة التي صور فيها ، بمساعدة الراحل حميد بنشريف ، بعض الأغاني ، ما يسمى حاليا بالفيديو كليب ، كقارئة الفنجان للراحل عبد الحليم حافظ وراحلة للراحل محمد الحياني وغيرهما . كما أخرج ، بكاميرا 16 ملم ، أفلاما سينمائية وثائقية وروائية قصيرة وطويلة في الثمانينات نذكر منها «شراع » و«شالة» و«الضحية» و«بامو» ، بالإضافة إلى تسع حلقات من برنامجه التلفزيوني الثقافي الناجح «وثيقة » سنة 1984 ومجموعة من الأعمال التلفزيونية الوثائقية ك «الراحل محمد الخامس » سنة 1987 و« البيضاء » سنة 1989 و« مسجد الحسن الثاني » سنة 1993 وعدة حلقات من السهرة الفنية العائلية «نغموتاي» ابتداء من سنة 2000.

## أفلام من إخراجه
- 1983: بامو [2]
- 2011: العربي مصير أسطورة كرة القدم [3]
- 2015: عايدة
- 2017: لحنش
- 2016: ليلة غير عادية
- 2018: الخطيب[4]

## روابط خارجية
- إدريس المريني على موقع IMDb (الإنجليزية)